# Aparatología fija

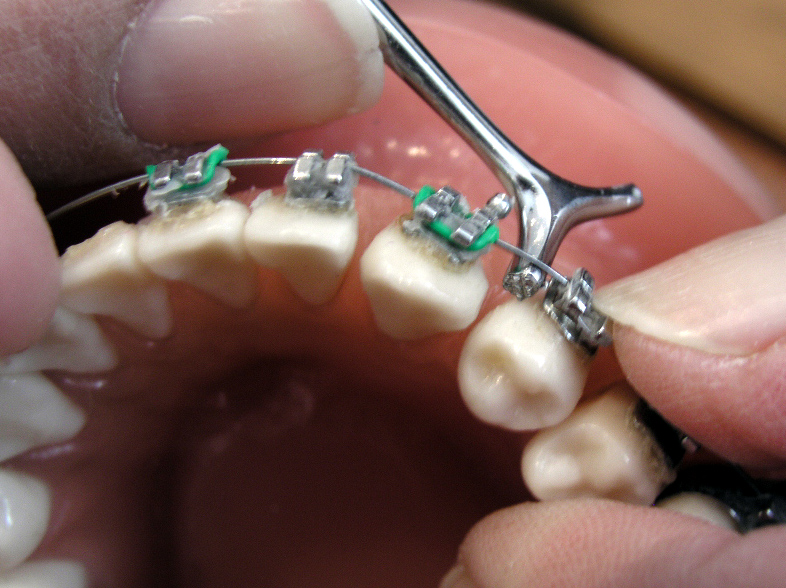
Corrección de una maloclusión con aparatos fijos.

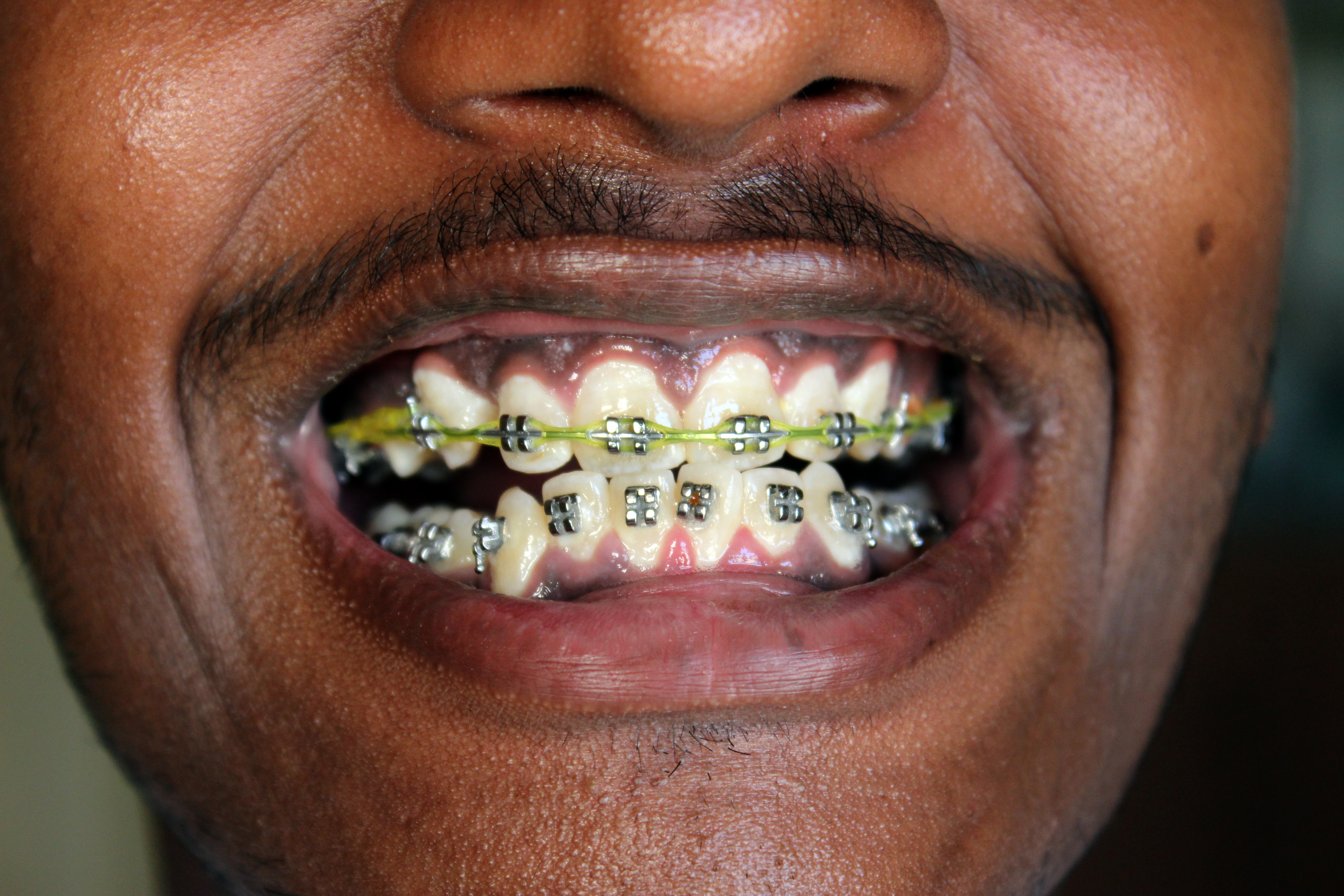
Aparatología fija

Los términos aparatología fija (también, aparatos dentales, apliques ortodóncicos, frenos correctores, frenillos o brákets (adaptación del inglés brackets) son la denominación habitual en ortodoncia para aludir a los instrumentos terapéuticos que utiliza el ortodoncista, adheridos de manera temporal a los dientes para corregir anomalías de posición dentaria o de los maxilares.

## Uso de la aparatología

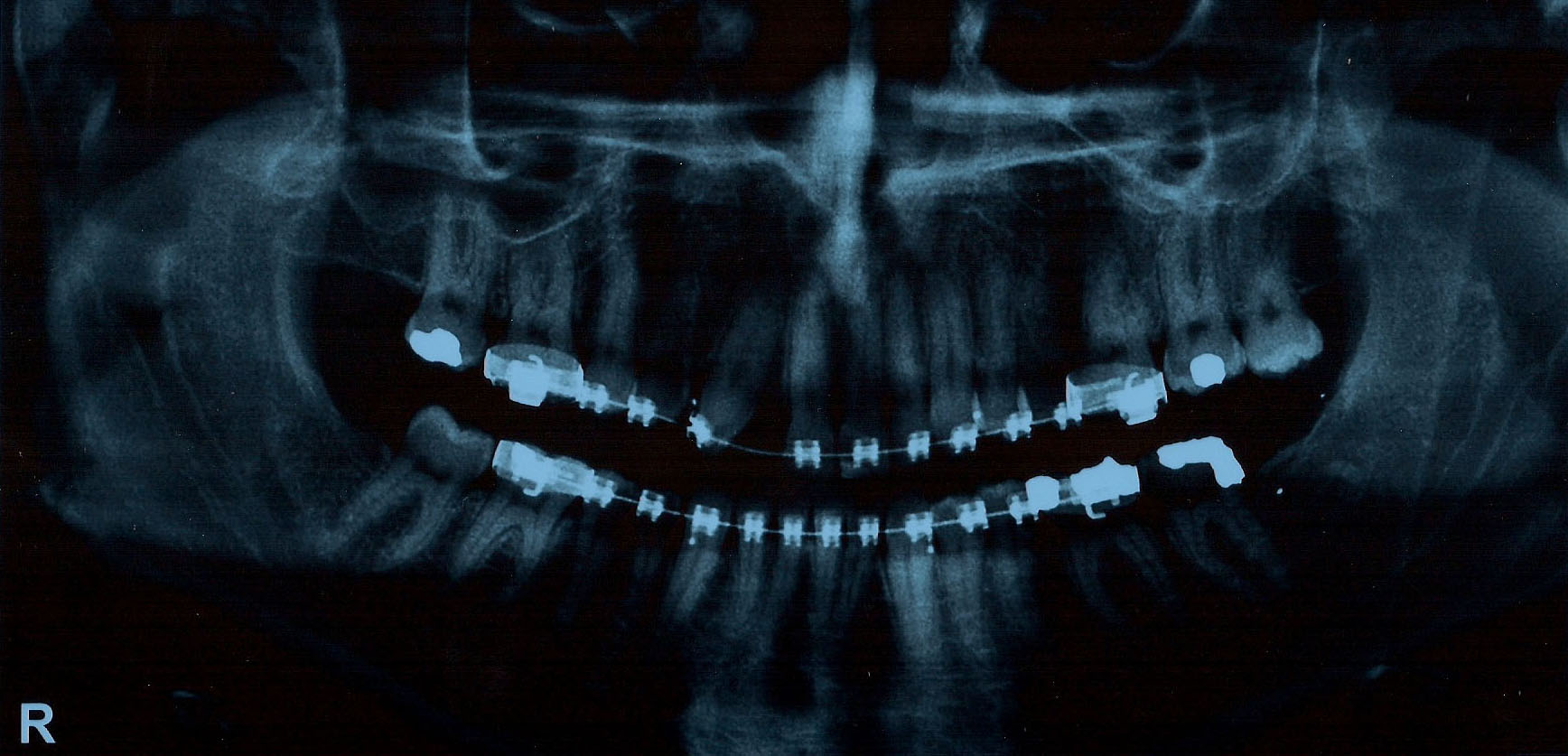
Una ortopantomografía, con aparatología instalada en el paciente.

Poseen los aparatos fijos una sofisticada potencia para modificar las posiciones dentarias y cambiar hasta cierto punto las dimensiones del maxilar superior y la mandíbula. Se puede empezar a utilizarlo aproximadamente desde los 11 o 12 años del paciente. Exige un protocolo diagnóstico adecuado, que precisa, a veces, de alguna extracción dentaria para la correcta recolocación de los dientes mal posicionados.
A diferencia de la aparatología removible, la aparatología fija no puede ser retirada por el propio paciente ya que todo o una parte importante se encuentra fijado a los dientes por la adición de adhesivos especiales, por lo que requiere de la intervención del ortodoncista. También puede producir cortes al besar, morder o lamer.
Lo que se busca con este tipo de aparatos, es el control individual de la dentición del paciente en los tres planos del espacio, de ahí la necesidad de una unión sólida y exacta entre el diente que recibe la fuerza y el aparato que la produce.

### Partes de la aparatología
Desde el punto de vista biomecánico, tenemos dos partes que son: la parte activa generadora de la fuerza y la parte pasiva que es aquella que transmite la fuerza, produciéndose de la simbiosis de ambas, el movimiento dental.
Dentro de la parte pasiva o también conocida como anclaje encontramos las abrazaderas, las bandas, los tubos, cierres y ligaduras y en la parte activa arcos de alambres de diversas aleaciones, elásticos, muelles. Además tanto a una como a otra parte, se le pueden ir añadiendo diversos aparatos accesorios como son los ganchos, los botones y que pueden ser tanto pasivos (generalmente) como activos y aparatos auxiliares utilizados para complementar la acción de los aparatos fijos como son los arcos, barras, quad hélix, disyuntores, etc.

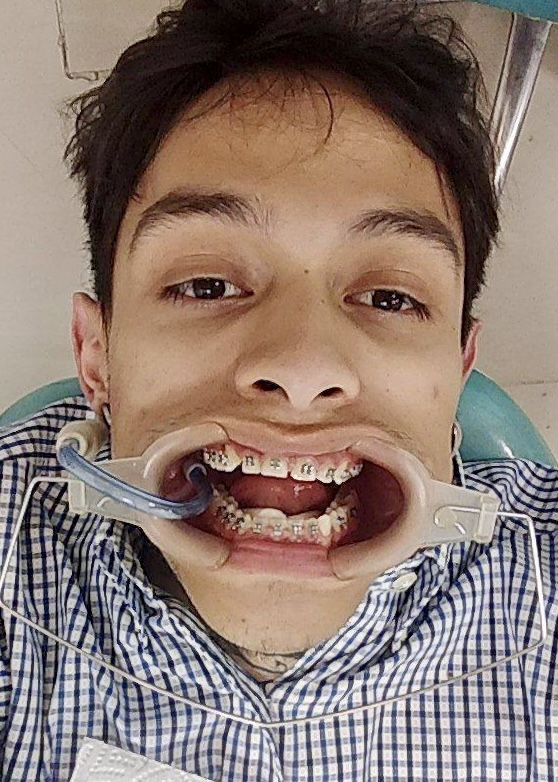
Joven colombiano durante un control de rutina

Los frenillos generalmente se ajustan cada tres a seis semanas.  Esto ayuda a colocar los dientes en la posición correcta.  Cuando se ajustan, el ortodoncista retira las ligaduras metálicas o de color que mantienen el arco de alambre en su lugar.  Luego, se retira el arco de alambre y se puede reemplazar o modificar.  Cuando el arco se ha vuelto a colocar en la boca, el paciente puede elegir un color para las nuevas ligaduras elásticas, que luego se fijan a los brackets metálicos.  El proceso de ajuste puede causar algunas molestias al paciente, lo cual es normal.

#### Bráckets
Los bráckets son elementos metálicos o cerámicos que van soldados a las bandas o pegados directamente sobre el diente; sirven para soportar el elemento activo que es el arco.
Los tratamientos de ortodoncia generalmente se llevan a cabo con bráckets que pueden ser metálicos o estéticos.

##### Brákets metálicos
Los bráckets metálicos son el tipo de aparatos fijos más comúnmente usados en Ortodoncia. Estos frenillos son muy cómodos. Son confeccionados en acero inoxidable grado quirúrgico, siendo mucho más pequeños de lo que fueron en el pasado.

##### Bráckets estéticos
Estos bráckets cerámicos son del mismo color que los dientes del paciente, por lo que son menos visibles que los típicos bráckets metálicos que son utilizados. Debido a esto, se utilizan frecuentemente en pacientes adultos y jóvenes a los que les preocupa la estética y la realización de tratamientos menos visibles e igualmente efectivos. 

##### Bráckets de autoligado
Estos bráckets de última generación poseen una especie de «tapa» que reemplaza las ligaduras elásticas. Junto con arcos de alta tecnología, movilizan los dientes mucho más rápido debido a la ausencia de roce brackets-alambre y requieren muchos menos ajustes. En muchos casos se planifican extracciones, que no son necesarias con estos bráckets.
Se indican en pacientes que quieren evitar exodoncias y/o requieren un tratamiento lo más corto posible. Los hay metálicos y cerámicos. Es de suma importancia este instrumento para la corrección dental.

##### Bráckets camaleón
Son transparentes y permiten la reducción de la fricción con la consecuente reducción de la duración de la totalidad del tratamiento. Así como la reducción del tiempo de sillón en la clínica por el cómodo sistema de tapa de cierre da la capacidad que no se vean los aparatos.